# نادي ليذرهيد
نادي ليذرهيد لكرة القدم (بالإنجليزية: Leatherhead F.C.) هو نادي كرة قدم مقره في ليذرهيد، إنجلترا، وهو أحد نوادي الاتحاد الإنجليزي ستاندرد تشارترد. تم تأسيس النادي في عام 1907 باسم ليذرهيد روز.

## روابط خارجية
- الموقع الرسمي